# カンガルー島

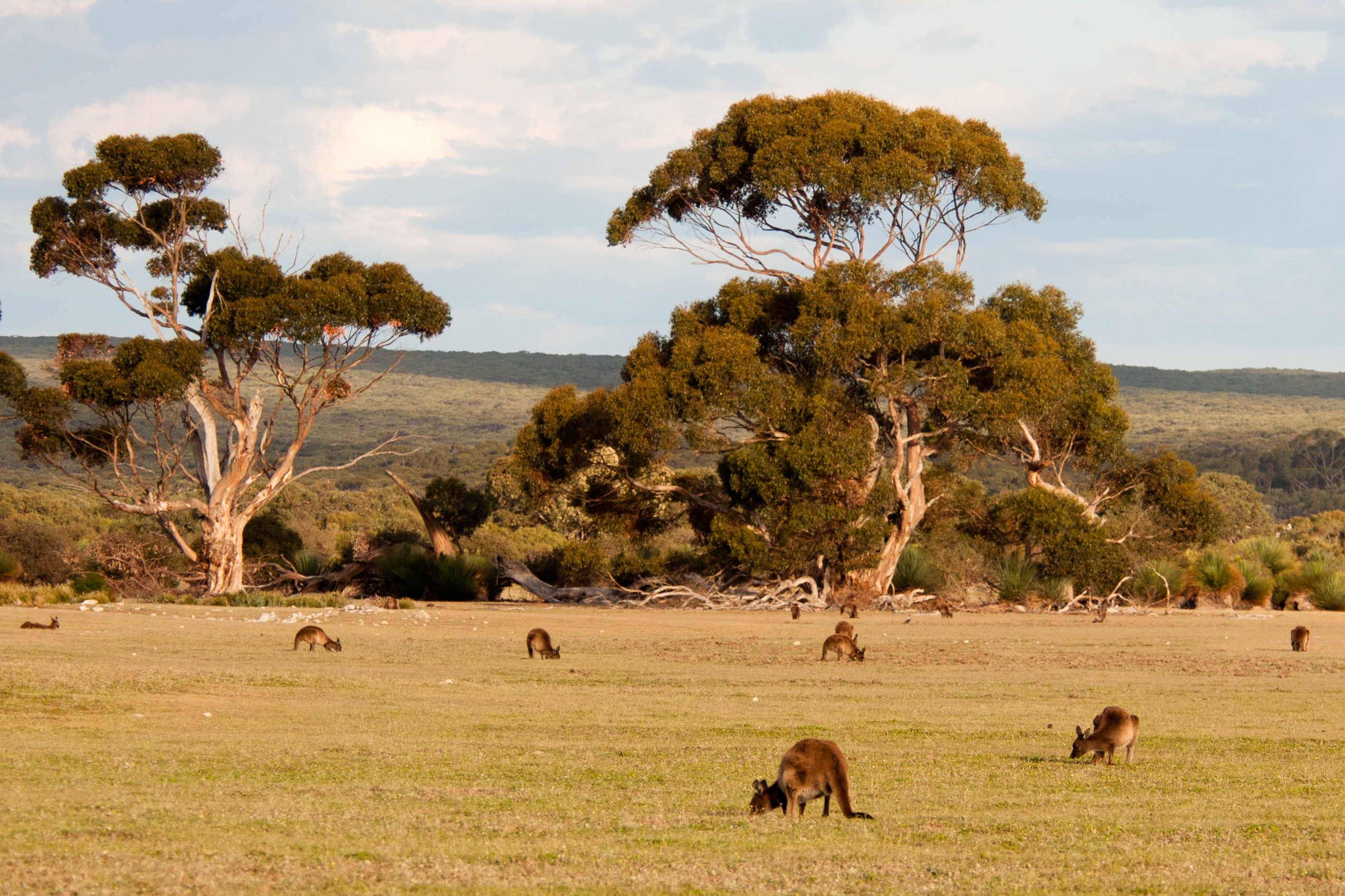

カンガルー島（カンガルーとう、Kangaroo Island）は、オーストラリア連邦南オーストラリア州の島である。

## 地理
州都アデレードの南西 112 km、ケープ・ジャーヴィス（サウスオーストラリア州の町）の 13km沖に位置する。
国内第3の規模を持つ（タスマニア島、メルヴィル島に次ぐ）。
- 東西長：150 km
- 南北長：900 m - 57 km

## 人口・産業
- 人口：4,400人；2,034人はKingscote 居住（2011年）
- 産業：農業（ワイン、蜂蜜、羊毛、精肉、穀物）、観光、漁業

世界最古のミツバチ保護区があり、蜂蜜が有名。
1881年、リグリア（イタリア）から リグリア蜂(cf.en:Italian bee)が輸入、現在カンガルー島にのみ純種がいる。

## 動物

### ほ乳類（真獣類）
- オーストラリア・アシカ
- ニュージーランド・オットセイ

#### 有袋類
- コアラ
- フクロギツネ
- ダマヤブワラビー(Tammar wallaby)
- ポッサム
- ハリモグラ

### 鳥類
- フェアリーペンギン
- エミュー
- ルリオーストラリアムシクイ
- ワライカワセミ
- テリクロオウム
- アカクサインコ
- モモイロインコ
- アカビタイムジオウム
- キバタン
- ゴシキセイガイインコ
- ワカナインコ
- イワクサインコ

### 海洋生物
- イエローヘッド・フラフィッシュ
- ホースシュー・レザージャケット
- ウィーディ・シードラゴン
- リーフィーシードラゴン
- オーストラリアコウイカ
- オールドワイフ
- ダイオウギス
- アワビ